# Cephalodella mineri
Cephalodella mineri är en hjuldjursart som beskrevs av Myers 1924. Cephalodella mineri ingår i släktet Cephalodella och familjen Notommatidae. Inga underarter finns listade i Catalogue of Life.